# 선우 (기업)
선우는 1991년에 설립된 대한민국 최초의 결혼정보회사이다.

## 연혁
- 1991년 이웅진 대표 한국 최초 결혼정보

회사 선우이벤트 설립
- 1993년 부산경남지사 개업
- 1994년 선우닷컴 사이트 오픈
- 1996년 PC통신 천리안 미팅포럼(GO EMEET) 서비스 시작
- 1997년 전문 커플매니저 개념 도입. 한국결혼문화연구소, 정보통신연구소 설립
- 1999년 커플닷넷 사이트 오픈. IT기반 매칭게이트 가동
- 2000년 한국능률협회 2000년 웹사이트 관혼상제부문 1위
- 2003년 강남지사 개업, 정보통신연구소 정부 인가, 1차 매칭특허 취득
- 2004년 뉴욕, 시애틀, LA지사 설립. 글로벌 매칭서비스 시작
- 2005년 벤처기업 지정[1], 이노비즈 기업 인증
- 2006년 선우데이트 사이트 오픈, 하모니매칭 서비스 시작
- 2011년 총 6개의 매칭특허 취득[2]
- 2012년 후불제 서비스로 전면 전환[3]